# Ludvig Nilsson
Ludvig Nilsson, född 28 mars 1994 i Stockholm, är en svensk professionell ishockeyspelare.
Hans moderklubb är Huddinge IK och han har även spelat för Djurgårdens IF:s ungdomssektion. Sedan 2019 spelar Nilsson i Växjö Lakers.